# Asplenium tamandarei
Asplenium tamandarei är en svartbräkenväxtart som beskrevs av Eduard Rosenstock. Asplenium tamandarei ingår i släktet Asplenium och familjen Aspleniaceae. Inga underarter finns listade.